# Gerardina Trovato
Gerardina Trovato (Catania, 27 maggio 1967) è una cantautrice italiana.

## Carriera

### Primi anni
Figlia di un medico catanese e di un’insegnante di pianoforte, partecipa a 3 anni alle selezioni per lo Zecchino d'oro arrivando in semifinale. 
Consegue a 19 anni il diploma di ragioneria e si trasferisce quasi subito a Roma, con l’intenzione di entrare a far parte del mondo della musica.
Dopo alcune esperienze lavorative come corista, grazie all’amico giornalista Piero Vivarelli riesce a far ascoltare una sua cassetta-provino a Caterina Caselli, proprietaria – insieme al marito – dell’etichetta discografica Sugar. La Caselli rimane folgorata dalla sua voce e la affida al produttore Mauro Malavasi per lavorare al suo primo album Gerardina Trovato.

### Il successo (1993-2000)
Il debutto davanti al grande pubblico avviene al Festival di Sanremo 1993 con Ma non ho più la mia città (testo di Gerardina e musica di Malavasi e Donatella Milani), dove si classifica 2ª tra le Nuove Proposte dopo Laura Pausini che trionfa con La solitudine.
Successivamente partecipa al Festival Italiano con Chissà e al Festivalbar con Sognare Sognare. 
Seguono altri singoli: Lasciami libere le mani e Forse l'anima. 
L'album di debutto vende circa 200.000 copie. 
Nel 1994 è di nuovo al Festival di Sanremo con Non è un film (4º posto), canzone che denuncia gli orrori della guerra civile con allusione alla Bosnia. È supportata da un video girato da Oliviero Toscani.
Lo stesso anno interpreta assieme a Andrea Bocelli il brano Vivere. La canzone parla di una donna stanca del suo modo di vivere frastornato e racconta che la sua vita è molto complicata, ma ad un tratto un uomo l’aiuta a capire che la vita è un dono e va vissuta fino in fondo. La canzone finisce con la donna che dice: "Ho voglia di vivere!". Il brano è inserito anche in Romanza di Bocelli, album che ha venduto più di 25 milioni di copie in tutto il mondo. Entrambe le canzoni fanno parte del 2º album di Gerardina, Non è un film, uscito a ridosso della kermesse musicale e disco di platino per le vendite dopo solo una settimana dall’uscita discografica. 
A Sanremo Top, programma che elenca i dischi più venduti a un mese della conclusione del festival, risulta 2ª per le vendite. 
In seguito partecipa alla manifestazione "Un disco per l'estate", cantando il brano Insieme senza parole.
Nel 1996 pubblica il 3º album, Ho Trovato Gerardina, il cui 1º singolo è Amori amori e il 2º Piccoli già grandi, composta sempre da Donatella Milani e successo di quell’estate in versione remixata. È una Gerardina più morbida che però non rinuncia alla grinta e all’introspezione, con brani riuscitissimi come Voglio di più e Cambierò domani. Inoltre, in questo disco è incluso un duetto con Renato Zero dal titolo E già. 
Il 1º maggio è tra i partecipanti al Concertone del 1º maggio in piazza San Giovanni in Laterano a Roma. 
Nel 1997 pubblica la 1ª raccolta, intitolata Il sole dentro. Il disco contiene due inediti: Il sole dentro, scritta da Enzo Gragnaniello, e Nascerai.
Dopo due anni di totale assenza dal grande pubblico, si ripresenta nel 2000 al Festival di Sanremo con la canzone autobiografica Gechi e vampiri. Il pezzo ottiene subito un ottimo riscontro, piazzandosi al 1º posto nella classifica della giuria popolare, ma viene penalizzato dai voti della giuria di qualità che lo relega al 10º posto. Nella classifica finale della stessa edizione, Gechi e vampiri si classifica al 6º posto. 
Dopo il Festival pubblica una nuova raccolta, Gechi, vampiri e altre storie, che ottiene il disco di platino per le vendite, trainata nella stagione estiva dal singolo Mammone. 

### Dopo l'exploit (2001-2012)
Nel 2003 si riaffaccia sulla scena musicale duettando con i VerbaVolant nel brano M'ama non m'ama.
Nel 2005 ritorna al grande pubblico, partecipando al programma televisivo Music Farm, condotto da Simona Ventura, nel quale rimane per due settimane. 
Nello stesso anno pubblica un doppio album contenente la collezione completa delle sue canzoni, con l’aggiunta di due brani inediti: U pisci spada di Domenico Modugno, I miei pensieri sono tutti lì di Pierangelo Bertoli (inserito nella raccolta tributo dedicata al cantautore emiliano) e la versione originale di Vita spericolata di Vasco Rossi. 
Nel 2006 pubblica il singolo Un'altra estate, pubblicato per Azzurra Music

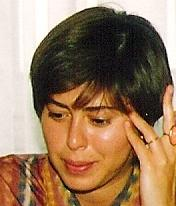
Gerardina Trovato nel 2007

Il 18 gennaio 2008 esce l’EP I sogni, prodotto da Marco Pollini per 1st POP, con quattro brani inediti (I sogni, Dammi un'ora, Quando non ci sei, A meno che io non sia l’unica). 

Con il nuovo gruppo inizia un nuovo giro di concerti che la porta in giro per tutta Italia.

A settembre  2008 riceve il premio "Sicilia Arte" per la musica leggera  durante la serata finale del concorso "Una ragazza per il Cinema" al Teatro antico di Taormina.
Nel 2012 riceve ad Aulla il Premio Lunezia 2012 - per il valore musical-letterario del brano "Vivere".

### Il semi-ritiro dalle scene
Il 1º luglio 2016 pubblica il singolo Energia diretta.
Il 27 dicembre 2016 partecipa alla compilation A.M.I. - rarità di Artisti per Amatrice, cantando il brano C'è chi dice no di Vasco Rossi.
Il 27 maggio 2017, con un messaggio sul proprio profilo Facebook, annuncia nuovamente il proprio ritiro dalle scene, ma si esibisce ancora in pubblico in alcuni concerti.
Nel 2024 alcuni tra i suoi brani più celebri rientrano nella classifica Earone dei brani più trasmessi dalle radio italiane e viene insignita del premio NYCanta Courage in Music Award. Partecipa, inoltre, al concerto evento in ricordo di Mia Martini tenutosi al Teatro Manzoni di Milano il 27 settembre 2024.

## Vita privata
Nel febbraio 2016 rivela in un’intervista di aver abbandonato le scene per una grave nevrosi ossessiva depressiva e la difficoltà di lavorare nell’ambiente musicale.

Anni dopo ha dichiarato di non soffrire di depressione, ma solo di disturbo ossessivo.
Nel 2020 in un'intervista a Il Messaggero descrive la difficile situazione economica in cui si trova, i problemi personali e familiari, smentendo le accuse di essere stata tossicodipendente e rivelando, invece, di aver avuto danni fisici (citolisi epatica) dovuti agli psicofarmaci.

## Partecipazioni a manifestazioni canore

### Festival di Sanremo
| Edizione                 | Artista           | Brano                      | Autori                                              | Categoria | Posizione |
| ------------------------ | ----------------- | -------------------------- | --------------------------------------------------- | --------- | --------- |
| Festival di Sanremo 1993 | Gerardina Trovato | Ma non ho più la mia città | Gerardina Trovato, Donatella Milani, Mauro Malavasi | Novità    | 2         |
| Festival di Sanremo 1994 | Gerardina Trovato | Non è un film              | Gerardina Trovato, Celso Valli, Angelo Anastasio    | Campioni  | 4         |
| Festival di Sanremo 2000 | Gerardina Trovato | Gechi e vampiri            | Gerardina Trovato, Tommaso Sinatra                  | Campioni  | 6         |

### Festivalbar
- Festivalbar 1993: Sognare sognare e Lascia libere le mani
- Festivalbar 1996: Piccoli già grandi

### Un disco per l'estate
- Un disco per l'estate 1994: Insieme senza parole

### Vota la voce
- Vota la voce 1994: Vivere feat. Andrea Bocelli

## Discografia

### Album in studio
- 1993 – Gerardina Trovato
- 1994 – Non è un film
- 1996 – Ho Trovato Gerardina

### EP
- 2008 – I sogni

### Raccolte
- 1997 – Il sole dentro
- 2000 – Gechi vampiri e altre storie
- 2005 – La collezione completa

### Singoli
- 1993 – Lasciami libere le mani
- 1993 – Ma non ho più la mia città
- 1993 – Sognare, sognare
- 1994 – Insieme senza parole
- 1994 – Angeli a metà
- 1994 – Non è un film
- 1994 – Vivere (con Andrea Bocelli)
- 1996 – Piccoli già grandi
- 1996 – Amori amori
- 1996 – Una storia già finita
- 1997 – Nascerai
- 1997 – Il sole dentro
- 2000 – Gechi e vampiri
- 2000 – Mammone
- 2003 – M'ama, non m'ama (con i VerbaVolant)
- 2006 – Un'altra estate
- 2008 – I sogni
- 2011 – I nuovi mille (con Lucariello)
- 2012 – Mi innamorerei
- 2016 – C'è chi dice no - A.M.I.
- 2016 – Energia diretta
- 2025 – Credo nei miracoli